# Anthony Daniels
Anthony Daniels (født 21. februar 1946) er en engelsk skuespiller, der især er kendt for rollen som C-3PO i Star Wars-seriens episoder lavet mellem 1977 og 2019. Han har også lagt stemme til Legolas i Ralph Bakshis animationsfilm af Ringenes Herre fra 1978.